# First Division
La First Division è stata, dal 1892-1893 al 1991-1992, la massima divisione del campionato di calcio inglese. Dal 1888-1889 al 1891-1892 il campionato si chiamò semplicemente Football League, come la lega che lo organizzava. Dal 1992-1993 al 2003-2004 la denominazione è passata alla seconda divisione, dopo che il nome del primo torneo era diventato Premier League. A partire dal 2004 non è più utilizzata.

## Storia
Fu istituita nel 1888 come primo campionato al mondo, e ha assunto il proprio nome nel 1892 quando le due leghe calcistiche allora presenti in Inghilterra, la Football League e la Football Alliance si fusero per incorporazione della seconda da parte della prima. In quell'occasione nacque anche la Second Division.
Inizialmente composta da 12 squadre, la First Division fu allargata a 14 nel 1891, a 16 nel 1892, a 18 nel 1898, a 20 nel 1905 e a 22 nel 1919, alla ripresa delle competizioni dopo la prima guerra mondiale. Dal 1987, visti gli alti costi del calcio professionistico in Inghilterra, furono ridotte gradualmente le squadre partecipanti: si passò a 21 nella stagione successiva e 20 per la stagione 1988-1989. Nel 1991-1992 la First Division tornò a 22 squadre.
Nell'estate del 1992 le squadre più influenti iniziarono a far pressioni sulla Lega calcio per avere un miglior riparto dei diritti televisivi e contratti pubblicitari. Alla protesta aderirono tutte le squadre della allora First Division, che alla fine si staccarono dalla Lega calcio e ne formarono una a sé stante, la Premier League, sempre sotto il coordinamento della Football Association che la riconobbe come la massima serie calcistica inglese. La First Division, completamente svuotata delle squadre di prima divisione, divenne di fatto l'equivalente del campionato di Serie B italiano.
Dalla stagione 2004-2005 il nome di First Division è stato eliminato a favore dell'attuale Championship, all'interno di una ridenominazione dell'intero panorama dei campionati inglesi.